# Saint-Nectaire (Puy-de-Dôme)
Saint-Nectaire ist eine französische Gemeinde mit 796 Einwohnern (Stand 1. Januar 2022) im Département Puy-de-Dôme in der Region Auvergne-Rhône-Alpes. Überregional bekannt ist sie vor allem durch drei Dinge:
- die romanische ehemalige Prioratskirche Notre-Dame-du-Mont-Cornadore de Saint-Nectaire
- den nach der Stadt benannten Käse Saint-Nectaire, der hier und im Umland hergestellt wird.

- sie verfügt die über Thermalquellen mit Kuranstalten im nahen La Bourboule und auf dem Monts Dore. Die Quellen wurden von den Fontaines pétrifiantes de Saint-Nectaire[1] und deren Gründern Jean Serre und Michel Papon ab der ersten Hälfte des 19. Jahrhunderts zur Herstellung künstlicher Versteinerungen genutzt. Hierfür werden Formen während mindestens eines Jahres im mineralischen Wasser eingelegt, es entstehen Reliefs und Inkrustationen (Sinter) aller Art.[2]

## Geografie
Saint-Nectaire liegt im östlichen Teil des Bergmassivs Monts Dore, das wiederum Teil des Zentralmassivs ist. Die Stadt gliedert sich in zwei Teile, Saint-Nectaire-le-Haut mit der romanischen Kirche auf dem südlichen Hang des Tals und Saint-Nectaire-le-Bas mit den Thermalquellen, unten im Tal.

## Geschichte

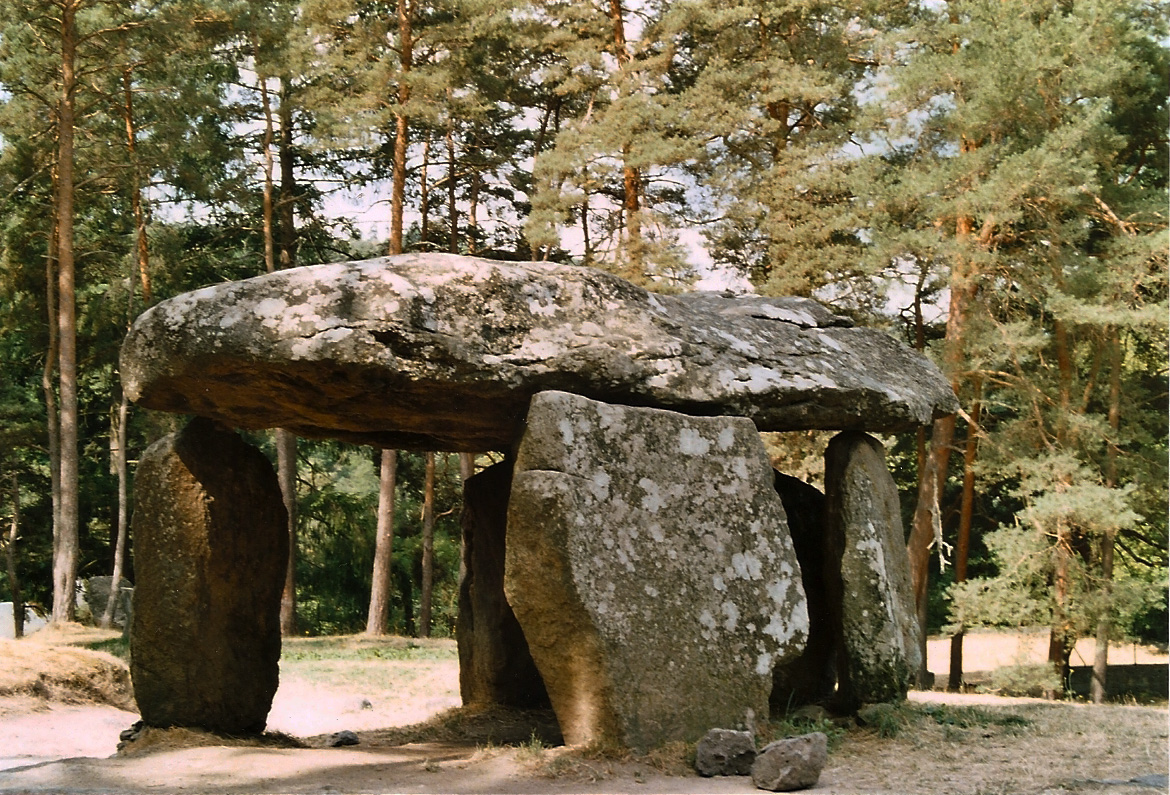
Der Dolmen von Saint-Nectaire-le-Bas

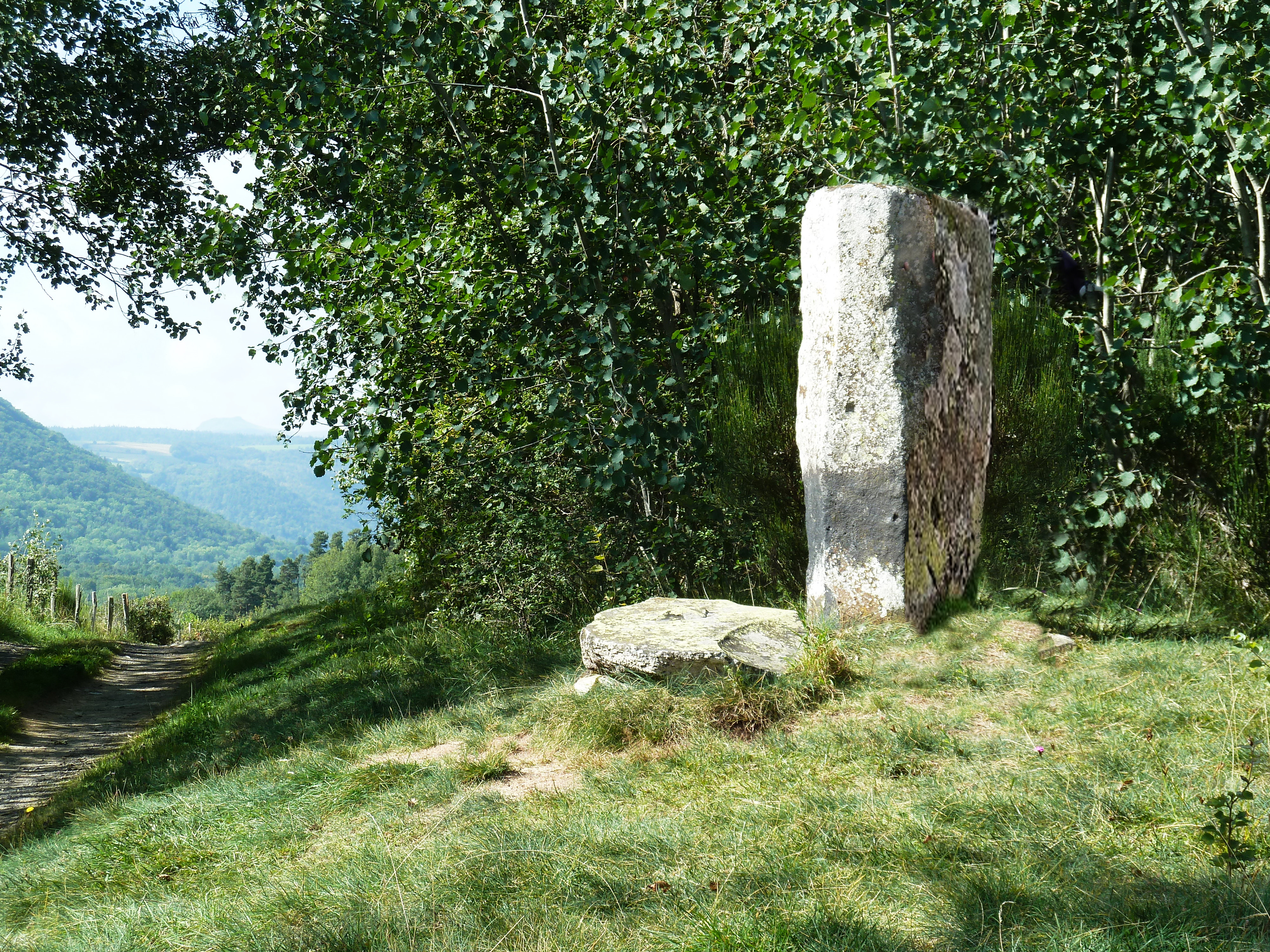
Der Menhir Croix de Saint-Roch

### Dolmen und Menhire
Saint-Nectaire weist noch viele Zeugnisse der neolithischen Epoche auf, so sind noch fünf Dolmen (Dolmen de la Pineyre) und zwei Menhire (Croix de Saint-Roch, Menhir von Freydefond) in der Umgebung des Ortes zu sehen. Unmittelbar auf dem Mont Cornadore, nicht weit von der späteren christlichen Kirche, gibt es einen großen Dolmen. Auch hier fällt die nicht seltene enge Nachbarschaft zwischen den frühen Kultstätten und einer christlichen Kirche auf (wie etwa bei der Kathedrale von Le Mans oder in Langenstein).

### Antike und Völkerwanderungszeit
Neolithische Steinsetzungen wurden später häufig religiöse Zentren keltischer Völker, vor allem solche in dieser außergewöhnlichen Größe. Man kann das allerdings für diesen Dolmen nur vermuten. Das Gebiet der Basse Auvergne wurde jedenfalls vom gallischen Stamm der Arverner besiedelt, dessen Name in dem der Région wieder zu finden ist. Nachdem Cäsar noch im Jahr 52 vor unserer Zeitrechnung in Alesia (Burgund) die Gallier unter Vercingetorix besiegt hatte, besetzten die Römer auch das Land der averna civitas (ab 1. bis in das 3. Jahrhundert), das damit zur gallischen Provinz wurde. Man spricht von der gallo-römischen Epoche, für die die Nutzung der Thermalquellen der Region nachgewiesen ist.
Zur Zeit der Völkerwanderung (4. bis 6. Jahrhundert) überfielen Westgoten, Franken, Sarazenen und Wikinger wiederholt die ehemals gallo-römischen Zentren. In dieser Zeit gab es im Gebiet des späteren Saint-Nectaire noch keine Siedlung von Bedeutung, für die sich die durchziehenden Völker hätten interessieren können.

## Sehenswürdigkeiten

### Die romanische ehemalige Prioratskirche von Saint-Nectaire

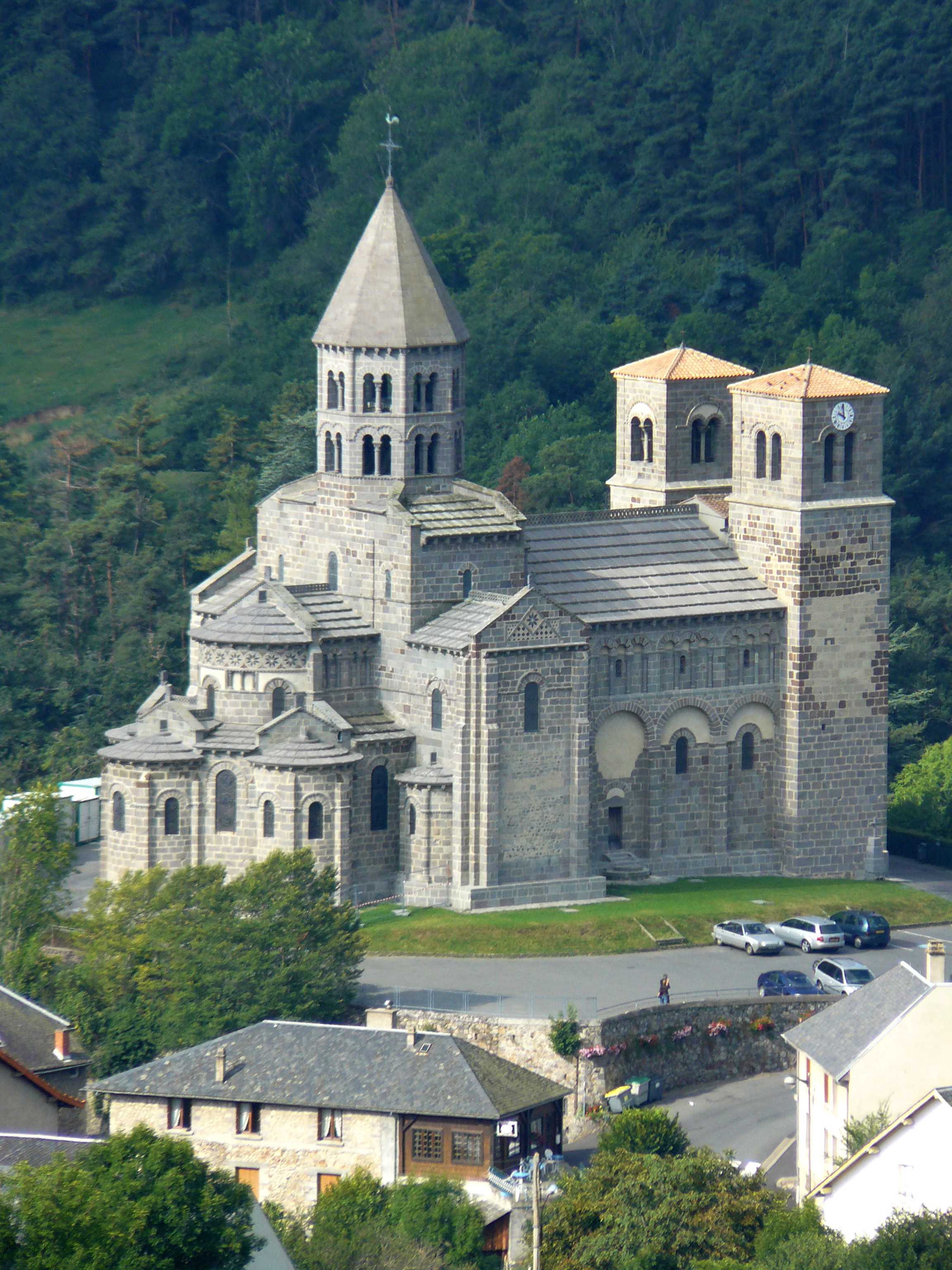
Prioratskirche Saint-Nectaire

Die ehemalige Prioratskirche Saint-Nectaire ist in der für die Auvergne typischen Variante des romanischen Kirchenbaustils erbaut. Sie gehört zu den fünf romanischen Hauptkirchen im Département Puy-de-Dôme, zusammen mit der Stiftskirche Notre-Dame du Port in Clermont-Ferrand, der Basilika Notre-Dame in Orcival, der Klosterkirche Saint-Austremoine in Issoire und der Kirche von Saint-Saturnin. Besonders auffällig und einzigartig ist bei den romanischen Kirchen der Auvergne die Aufstockung des Querschiffes, die als massif barlong oder auvergnatischer Querriegel bezeichnet wird.
Die Höhlen des Mont Cornadore, liegen in den Monts Dore in Saint-Nectaire. Es handelt sich um ehemalige natürliche römische Thermalbäder mit einem Vaporium. Sie werden von zwei heißen Quellen (ca. 22 °C) gespeist: einer Eisenquelle und einer Salzwasserquelle.

## Persönlichkeiten
- Jean-Charles de La Ferté (1685–1771), Marquis von Saint-Nectaire, Graf von Saint-Victour, Marschall von Frankreich